# Antares (film)
Pour les articles homonymes, voir Antarès (homonymie).
Pour plus de détails, voir Fiche technique et Distribution.
Antares est un film autrichien réalisé par Götz Spielmann, sorti en 2004.

## Synopsis
Eva contrôle parfaitement sa vie, entre son travail d'infirmière et son rôle d'épouse et de mère. Un jour, elle retrouve à la sortie de son travail, Tomasz, une ancienne connaissance. Après quelques nuits torrides avec Eva, Tomasz reprend l'avion ramenant chez lui des photos très compromettantes, à l'évocation desquelles rien ne sera plus jamais pareil. Sonja, caissière dans une épicerie, est maladivement jalouse de son mari, Marco, et elle a toutes les raisons de l'être. Elle pense qu'un bébé pourrait tout changer... Cela fait quelque temps que Nicole a divorcé d'Alex, un agent immobilier et il n'y a plus de place pour lui dans sa nouvelle vie de mère célibataire. L'impuissance d'Alex à changer la situation se heurte toujours aux mêmes obstacles. Ignorance et arrogance, et pour finir la haine et la violence.

## Fiche technique
- Titre : Antares
- Réalisation : Götz Spielmann
- Scénario : Götz Spielmann
- Production : Erich Lackner
- Musique : Walter W. Cikan
- Photographie : Martin Gschlacht
- Montage : Karina Ressler
- Décors : Katharina Wöppermann
- Costumes : Thomas Oláh
- Pays d'origine : Autriche
- Format : Couleurs - 1,85:1 - Dolby - 35 mm
- Genre : Drame et romance
- Durée : 105 minutes
- Dates de sortie : 5 août 2004 (festival de Locarno), 3 décembre 2004 (Autriche), 21 décembre 2005 (France).
- Film interdit aux moins de 12 ans lors de sa sortie en France

## Distribution
- Petra Morzé : Eva
- Andreas Patton : Tomasz
- Hary Prinz : Alfred
- Susanne Wuest : Sonja
- Dennis Cubic : Marco
- Andreas Kiendl : Alex
- Martina Zinner : Nicole
- Xenia Ferchner : Iris
- Angelika Nideteky : la collègue d'Eva
- Monika Tajmar : la collègue de Sonja
- Barca Baxant : la prostituée
- Reinhard Nowak : Robert
- Gisella Salcher : Astrid
- Wolfram Schmidt : Mario

## Récompenses
- Prix des meilleurs décors, lors du Festival international du film de Hof 2004.
- Nomination au Léopard d'or, lors du Festival international du film de Locarno 2004.
- Nomination au prix du meilleur film, lors du Festival du film de Mar del Plata 2005.